# Вулька-Ґрохова
Вулька-Ґрохова (пол. Wólka Grochowa) — село в Польщі, у гміні Длуґосьодло Вишковського повіту Мазовецького воєводства.
Населення — 185 осіб (2011).
У 1975-1998 роках село належало до Остроленцького воєводства.

## Демографія
Демографічна структура станом на 31 березня 2011 року:
|          | Загалом | Допрацездатний вік | Працездатний вік | Постпрацездатний вік |
| -------- | ------- | ------------------ | ---------------- | -------------------- |
| Чоловіки | 100     | 27                 | 63               | 10                   |
| Жінки    | 85      | 17                 | 42               | 26                   |
| Разом    | 185     | 44                 | 105              | 36                   |